# Kōmyō Tennō
Kōmyō Tennō (光明天皇?) (11 de enero de 1322 – 26 de julio de 1380) fue el segundo emperador de la Corte del Norte de Japón. Según los documentos históricos pre-Meiji, reinó entre 1336 y 1348. Antes de ser ascendido al Trono Nanboku-chō, su nombre personal (imina) era Príncipe Imperial Yutahito (豊仁親王 Yutahito-shinnō?)

## Genealogía
Fue el segundo hijo de Go-Fushimi Tennō. Su madre fue ?? (寧子), hija de Saionji Kinhira (西園寺公衡).

## Biografía
Asumió el trono a los catorce años, el 20 de septiembre de 1336, en el momento en que Ashikaga Takauji, se rebeló contra el Emperador Go-Daigo y la Restauración Kenmu. Ashikaga entró a Kioto y el Emperador Go-Daigo huyó al Monte Hiei, el Príncipe Yutahito fue coronado con el nombre de Emperador Kōmyō, y dio inicio a la Corte del Norte. El Emperador Go-Daigo huyó a Yoshino y fundó la Corte del Sur.
El 18 de noviembre de 1348 abdica a los 26 años, a favor del hijo mayor de su hermano mayor, el Pretendiente del Norte Emperador Sukō.
En 1352, durante el Disturbio Kan'ō, el Emperador del Sur, el Emperador Go-Murakami llega a Kioto y captura al Emperador Kōmyō, junto con el Emperador Kōgon, el Emperador Sukō y el Príncipe de la Corona.
Durante la Reunificación Shōhei, fueron puestos bajo arresto domiciliario en la provincia de Yamato, en Yoshino. En 1355 regresó a Kioto, pero luego se convirtió en monje. Murió en 1380, a la edad de 58 años.

## Eras
Eras de la Corte del Sur
- Engen (1336 – 1340)
- Kōkoku (1340 – 1346)
- Shōhei (1346 – 1370)

Eras de la Corte del Norte
- Shōkei (1332 – 1338)
- Ryakuō (1338 – 1342)
- Kōei
- Jōwa

## Rivales de la Corte del Sur
- Emperador Go-Daigo
- Emperador Go-Murakami

| Predecesor: Kōgon Tennō | Pretendiente del Norte 1336 – 1348 | Sucesor: Sukō Tennō |

- Datos: Q555520
- Multimedia: Emperor Kōmyō / Q555520